# دوري كرة القدم الأمريكية 1957–58
دوري كرة القدم الأمريكية 1957–58 هو موسم من دوري كرة القدم الأمريكية ‏. فاز فيه نيويورك هكوة ‏.